# Німецько-фінляндська угода про транзит (1940)
Німецько-фінляндська угода про транзит (фін. Saksan  ja Suomen kauttakulkusopimus, нім. Die deutsche und die finnische Transitabkommen) — міжнародний договір про транзит військ Німеччини територією Фінляндії до Північної Норвегії.
Підписана у Берліні 22 вересня 1940 року.

## Передумови

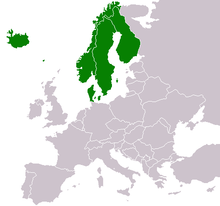
Скандинавія

На початку Другої світової війни Скандинавський півострів набув важливого стратегічного значення для супротивних сторін, що обумовлювалося його геополітичним положенням між ворогуючими сторонами: Великою Британією, Німеччиною та Радянським Союзом. Усі вони намагалися використати півострів як плацдарм у своїх інтересах. Велика Британія та Франція, як союзники, могли використати його для створення загрози німецьким ВМС, економічним центрам Північної Німеччини, транзиту сировини зі Швеції та Фінляндії, а також створити загрозу для північно-західної частини СРСР та контролювати вихід його ВМФ із Баренцового та Балтійського морів до Атлантичного океану. Для Німеччини півострів був важливим для постачання залізної руди зі Швеції, для військово-морської блокади західних супротивників, а також для контролю торгового шляху з північних портів СРСР до Англії і в якості плацдарму для наступу на північно-західні райони СРСР. Для Радянського Союзу цей плацдарм надавав мождивості загрожувати Німеччині з півночі, порушити традиційні шляхи постачання їй сировини зі скандинавських країн та для дій на морі проти Англії і Франції.

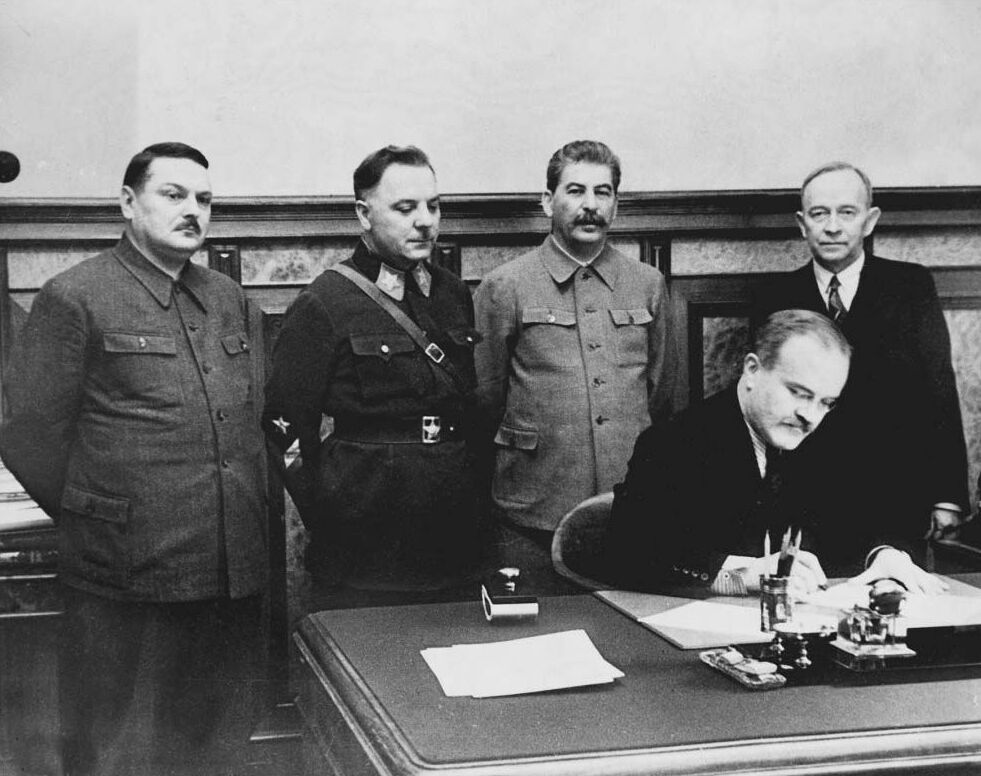
В. Молотов підписує договір з «Фінляндською Демократичною Республікою» під час Зимової війни. Москва, 2 грудня 1939

Відповідно до таємного Додаткового протоколу до Договору про ненапад між Радянським Союзом та Третім Райхом Фінляндія була віднесена сторонами до «сфери державних інтересів» Радянського Союзу
Радянський Союз розпочав своє просування на півострів розв'язавши війну з Фінляндією, що завершилася для нього не зовсім вдало. Прискорила завершення військової операції реальна загроза втручання у конфлікт Великої Британії та Франції. Ця війна, а також підготовка до вторгнення на півострів Великої Британії та Франції, підштовхнули Німеччину до окупації Данії і Норвегії.
Хоча керівництво Радянського Союзу досягло своїх стратегічних цілей у війні з Фінляндією, воно в той же час надбало озлобленого сусіда, що був стурбований своєю безпекою і прагнув до реваншу.
Райхсканцлер А. Гітлер стверджував, що Німеччина не мала політичних інтересів у Фінляндії і що під час радянсько-фінської війни Німеччина зберігала найсуворіший нейтралітет. А. Гітлер наказав затримати пароплави, що мали постачати військові матеріали до Фінляндії, хоча він не мав на це жодного права. Така позиція Німеччини призвела до ускладнень у шведсько-німецьких відносинах. Війна з Норвегією стала наслідком війни з Фінляндією і, до того ж, внаслідок погіршення стосунків із Швецією, А. Гітлеру довелося задіяти більшу кількість дивізій у Норвегії, ніж передбачалося. Оскільки Німеччина отримує з Фінляндії ліс та нікель, вона зацікавлена у Фінляндії економічно. Окрім того вона зацікавлена у попередженні конфліктів у Балтійському морі, через яке проходять її торговельні шляхи.
Після підписання мирного договору з Фінляндією керівництво СРСР категорично заперечило спробу створення воєнного союзу Норвегії, Швеції і Фінляндії. Німеччина, що зайняла нейтральну позицію у цьому конфлікті, вже у квітні 1940 року розпочала операцію з окупації Данії і Норвегії.
Здійснивши операцію з окупації прибалтійських країн влітку 1940 року, керівництво СРСР у листопаді намагалося отримати згоду Німеччини на включення до їх числа також і Фінляндії. Створивши своїми діями загрозу інтересам Німеччини керівництво СРСР сприяло рішенню А. Гітлера про підготовку війни з СРСР.

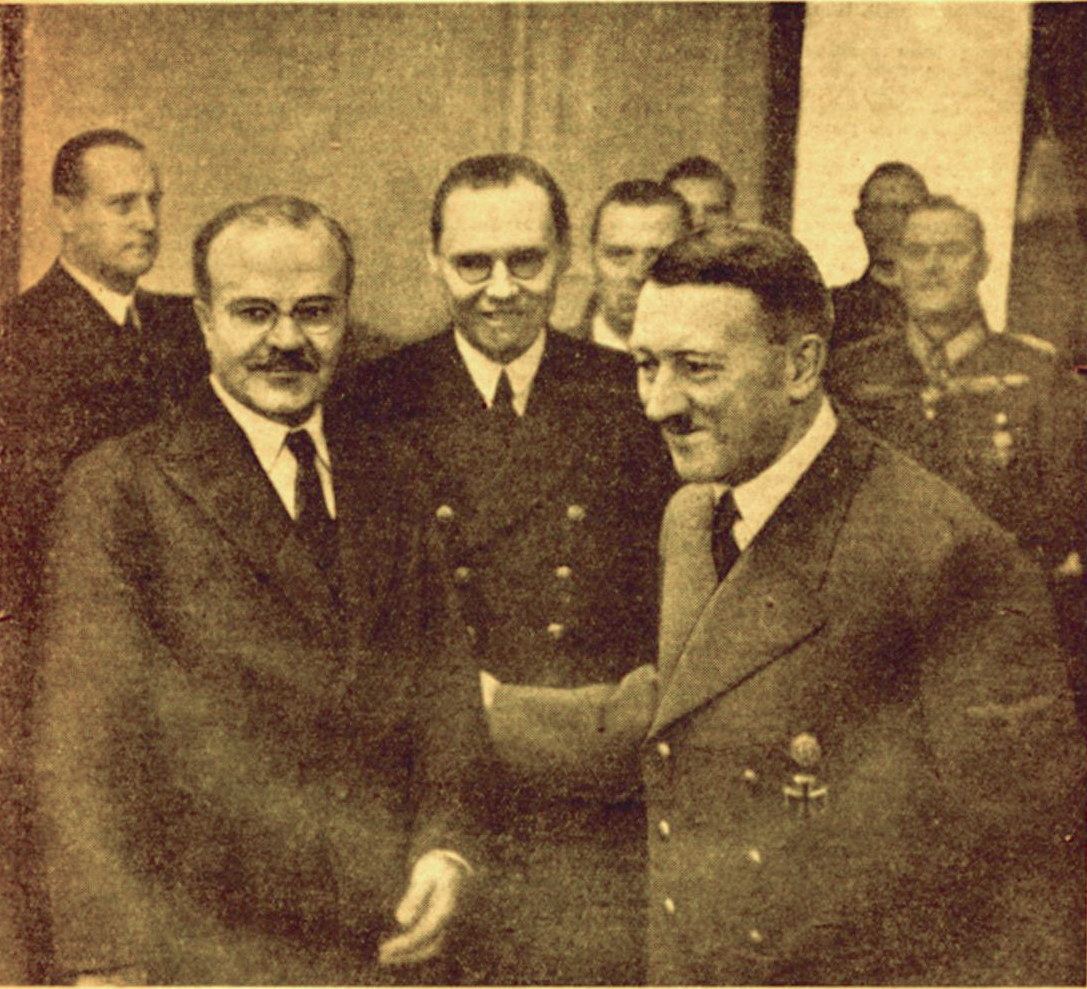
В'ячеслав Молотов і Адольф Гітлер. Берлін, Райхсканцелярія, 12 листопада 1940

По завершенні Німеччиною військової операції у Норвегії від середини червня 1940 року північним сусідом Фінляндії була вже не нейтральна Норвегія, а Третій Райх.
Починаючи від липня 1940 року Німеччина розпочала планування військової операції проти Радянського Союзу. Для її реалізації потрібно було використати територію Фінляндії. Від того часу змінилося ставлення керівництва Німеччини до Фінляндії: Фінляндію de facto перетягнули зі «сфери державних інтересів СРСР» до «сфери державних інтересів Німеччини».
Нові плани Німеччини щодо Фінляндії стали остаточно зрозумілими Москві під час зустрічі голови уряду і наркома закордонних справ СРСР В'ячеслава Молотова з А. Гітлером в середині листопада 1940 року. Молотов заявив, що СРСР досяг кордонів «сфери інтересів», обумовлених влітку 1939 року, скрізь за винятком Фінляндії. По суті В. Молотов просив у А. Гітлера згоди на окупацію Фінляндії. Однак А. Гітлер недвозначно зажадав не починати нової війни на фінляндському напрямку. Молотову стало зрозуміло, що СРСР не зможе отримати «належного йому в Фінляндії», не опинившись в конфлікті з Німеччиною.
У той же час, після підписання мирного договору, Радянський Союз вимагав від Фінляндії подальших політичних і економічних поступок, ним не передбачених, серед яких була й вимога транзиту територією Фінляндії військ Червоної армії до військово-морської бази на півострові Ханко. З багатьох джерел до уряду Фінляндії надходили відомості про пересування радянських військ в безпосередній близькості від кордонів: погіршилася політична атмосфера в Москві, інформація про загрозу нової війни надходила з радянського посольства в Стокгольмі, від німецьких військових аташе в Таллінні, Ризі та Каунасі та від керівництва ОКВ. З ініціативи К. Маннергейма 8 серпня 1940 року відбулося позачергове засідання уряду Фінляндії, яке, однак, не підтримало пропозиції маршала про часткову мобілізацію. Уряд в політичному плані робив все можливе для збереження миру, зокрема Вяйньо Таннер — довірена особа соціал-демократів — на вимогу керівництва СРСР був усунений з посади. Уряду Фінляндії довелося вирішувати, звідки можна було отримати допомогу, щоб протистояти неприйнятним вимогам керівництва СРСР і забезпечити недоторканість країни.
Внаслідок воєнних дій порушилися економічні зв'язки Фінляндії із західними країнами. Внутрішньоекономічна ситуація погіршилася також внаслідок окупації Радянським Союзом близько 10 % території Фінляндії. Була введена карткова система на хлібопродукти, а потім і на інші продукти харчування.
З боку Радянського Союзу її могли очікувати події, аналогічні тим, що тільки-но відбулися у прибалтійських країнах. Після окупації розпочалися масові депортації місцевого населення до Сибіру. Ситуацію ускладнювала діяльність Фінсько-радянського товариства миру та дружби, що поширювало чутки про радянізацію Фінляндії, а також організовувало у великих містах демонстрації і заворушення. Радянський Союз офіційно підтримував Товариство як в кремлівських коридорах влади, так і через своє посольство в Гельсінкі. Товариство діяло як своєрідний Троянський кінь, що міг стати небезпечним для Фінляндії. Радянський Союз активно підтримував комуністичну агітацію, спрямовану на повалення суспільного ладу у Фінляндії.

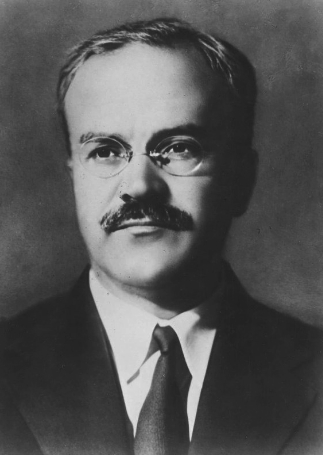
В'ячеслав Молотов, 1938

2 липня 1940 року, у Москві, голова уряду та нарком закордонних справ СРСР В'ячеслав Молотов заявив міністрові закордонних справ Литви Вінцасові Креве-Міцкявічюсу, що одночасно виконував обов'язки прем'єр-міністра: 
| Ви повинні добре подивитися на реальність і зрозуміти, що в майбутньому малі нації повинні будуть зникнути. Ваша Литва разом з іншими країнами Балтії, включаючи Фінляндію, повинні будуть приєднатися до славної родини Радянського Союзу [18]. Оригінальний текст (англ.) You must take a good look at reality and understand that in the future small nations will have to disappear. Your Lithuania along with the other Baltic nations, including Finland, will have to join the glorious family of the Soviet Union. |. 

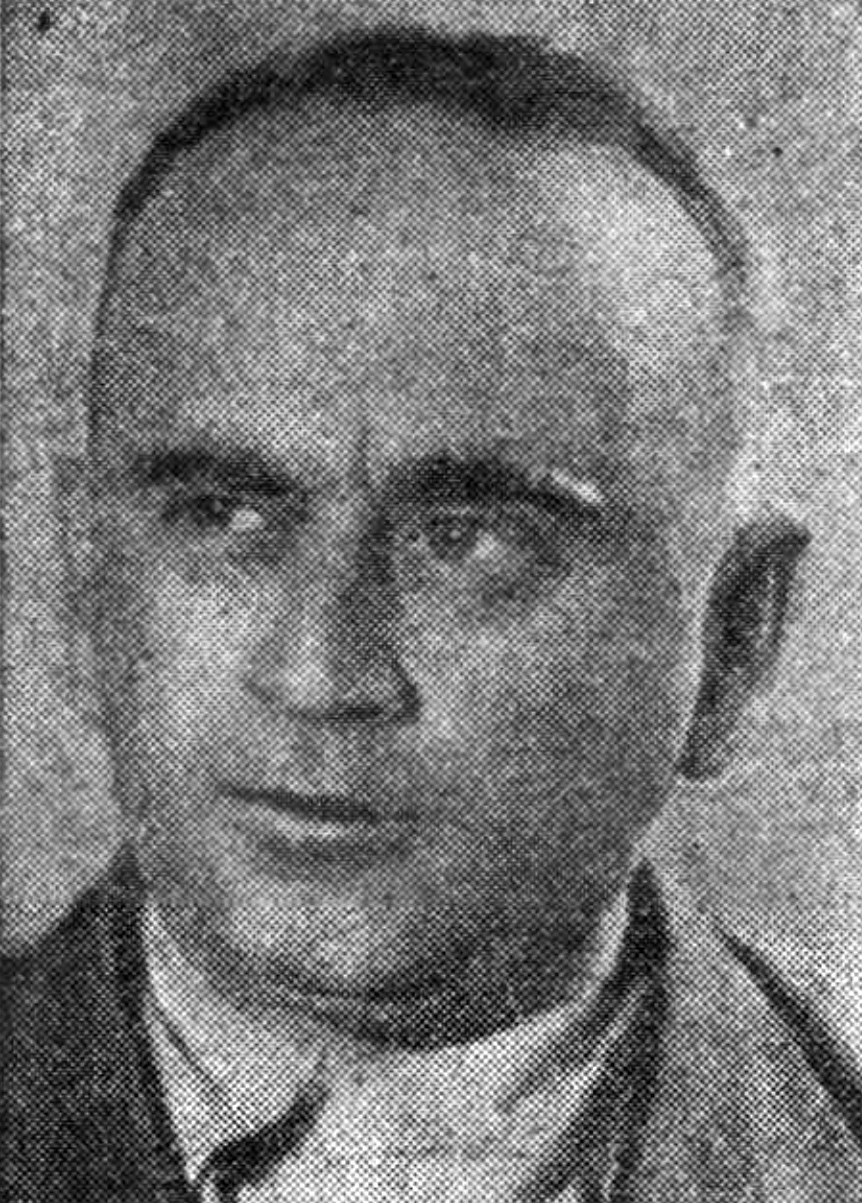
Володимир Деканозов

А кандидат у члени ЦК ВКП(б), замісник наркома закордонних справ СРСР Володимир Деканозов сказав йому, що:

| Ми турбуємося не про «єдіную і нєдєлімую», а про все людство, про пролетаріат всієї земної кулі. Ми повинні зібрати всіх під один червоний прапор. І ми це зробимо. Після Другої світової війни вся Європа впаде до нас в руки як стиглий плід. А після неминучої Третьої світової війни ми переможемо в усьому світі.[19] |
Швидко змінювалася обстановка в світі, що сприяло зміцненню віри фінських політичних діячів у неминучість змін у положенні Фінляндії і примушувало бути прагматичними в оцінці ситуації. Це вело до пошуків нового союзника. Вибір був обмежений. Хоча вважали, що Німеччина залишила країну на милість Росії і ставлення до неї після закінчення «Зимової війни» було досить прохолодним,— погляди все частіше стали звертати убік Берліна.
29 червня 1940 року була підписана торговельна угода, що передбачала збільшення фінського експорту до Німеччини у порівнянні з 1938 р в чотири рази, імпорту — у два рази. Німеччина стала найважливішим торговим партнером Фінляндії. Це мало позитивне політичне значення, оскільки Фінляндія могла відчувати себе впевненіше в обстановці радянського тиску. З іншого боку мало безсумнівні мінуси, оскільки економіка Фінляндії занадто тісно прив'язувалася до німецької економічної ситуації.
Виникла конфліктна ситуація щодо експлуатації нікелевого родовища у Петсамо. За право на експлуатацію рудника Німеччина конкурувала з Радянським Союзом, що чинив тиск на Фінляндію. Фіни не хотіли надавати його ні тій, ні іншій стороні. Після складних дипломатичних переговорів Фінляндія домовилася з Німеччиною 24 липня 1940 року про те, що остання отримує 60 % продукції, а Радянський Союз — 40 %. СРСР не виступив з протестом, хоча і був уражений фактом переговорів за його спиною.
У червні СРСР окупував Бессарабію і Північну Буковину, а також Балтійські країни.
У липні 1940 року Швеція погодилася на транзит військ Вермахту до Норвегії.
До кінця літа 1940 року Фінляндія опинилася у скрутному економічному і політичному становищі поміж великими геополітичними гравцями. У ситуації, що склалася, для неї не існувало жодних реальних розумних альтернатив. Після окупації Данії та Норвегії вермахтом британська підтримка Фінляндії була вже неможливою. Фінсько-шведський оборонний союз не бажали визнавати ані Москва, ані Берлін. Фінляндія також ніяк не бажала собі долі Балтійських республік, окупованих Червоною армією і анексованих СРСР влітку 1940 року. Тому, коли німецьке керівництво запропонувало Фінляндії дати дозвіл на прохід своїх військ фінською територією, обіцяючи їй натомість продаж зброї, уряд негайно погодився.
В той же час керівництво Радянського Союзу, несподівано для нього, опинилося в досить небезпечному становищі. В Європі домінувала військова міць Німеччини, що зростала. Воно тепер також мало брати до уваги, що Фінляндія може включитися в німецьку агресію, спрямовану проти СРСР. У вересні готувалися оперативні плани Генерального штабу, що передбачали ведення військових дій проти Фінляндії. Одночасно до фінського кордону підтягувалися війська. Але у тому ж місяці перші німецькі транзитні війська прибули до Фінляндії. Отже, переваги, досягнуті Радянським Союзом за умовами Московського мирного договору, виявилися короткочасними.
6 вересня уряд Фінляндії був змушений підписати угоду про транзит військ Червоної армії до військово-морської бази СРСР на півострові Ханко.

## Підписання угоди

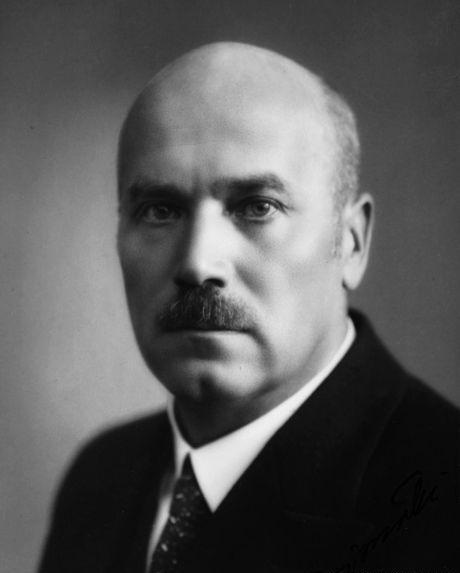
Тойво Ківімякі

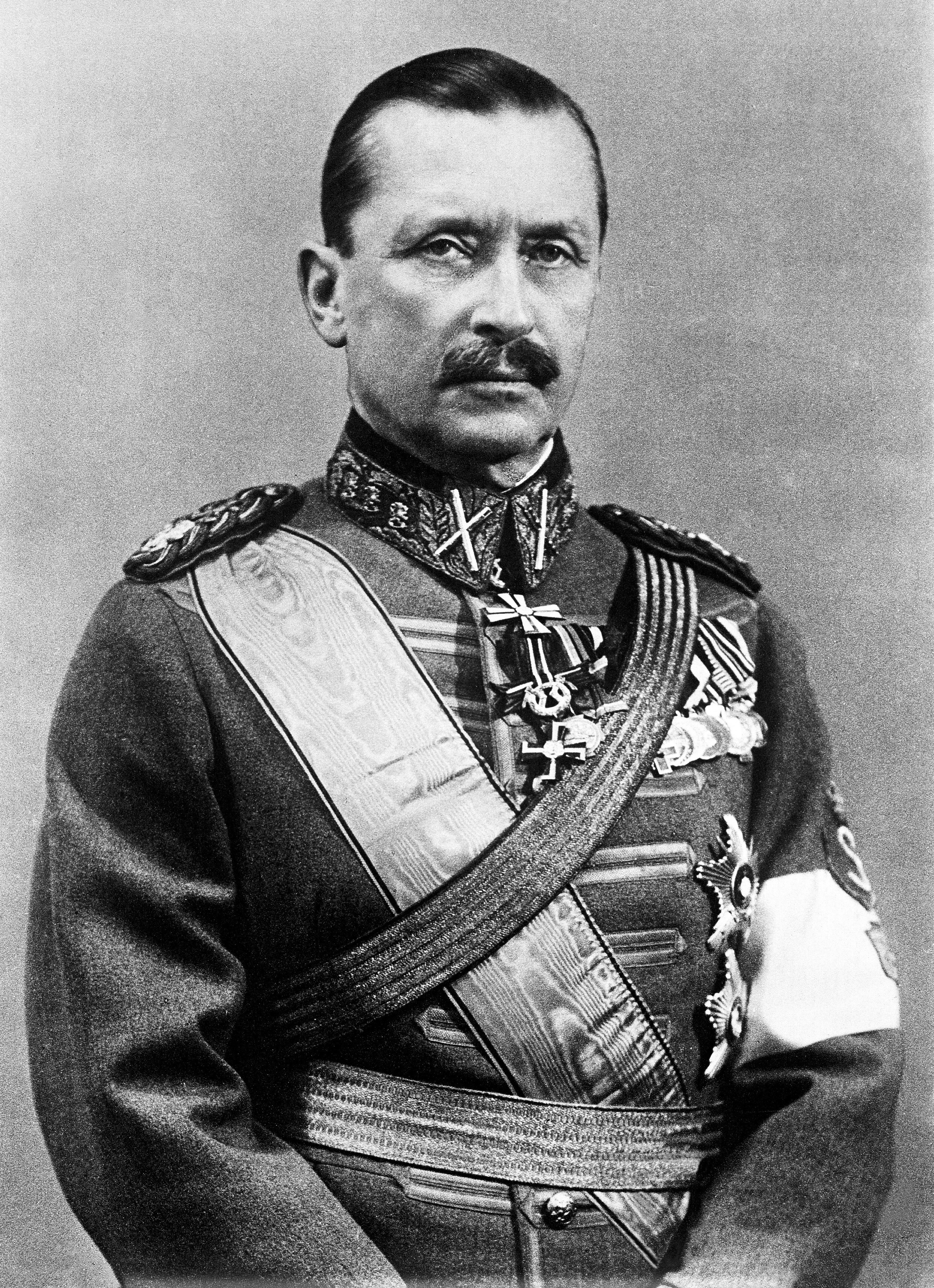
Маршал Карл Густав Маннергейм, 1940

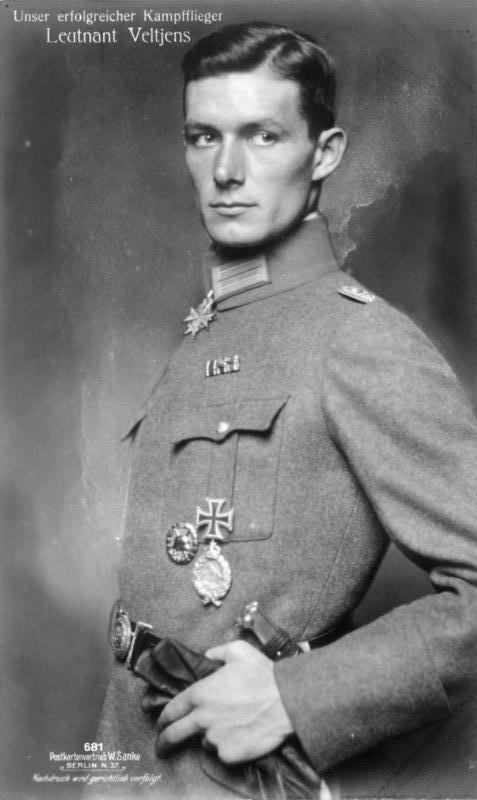
Йозеф Фельтйенс, довірена особа Германа Герінга (1918, у званні лейтенанта)

У травні 1940 року спроба Фінляндія обговорити з Берліном проблему закупівлі зброї виявилася невдалою. Але до серпня ситуація зазнала змін, хоча у Німеччині й не бажали відкрито продавати зброю Фінляндії — цьому перешкоджав Пакт Молотова — Ріббентропа. Начальник відомства озброєнь генерал Георг Томас (нім. Georg Thomas) 9 серпня повідомив фінському військовому атташе в Берліні полковникові Вальтерові Хорну (фін. Walter Emil Ferdinand Horn) про готовність розпочати поставки Фінляндії німецької зброї «авансом в рахунок майбутнього зближення». На прийомі, влаштованому Й. фон Ріббентропом 19 серпня 1940 року, міністрові Райнерові фон Фіяндту та послові Фінляндії Тойво Ківімякі повідомили про відновлення Німеччиною продажу зброї. Ще раніше, 8 серпня, у столичному «гуртку Гільберта», до якого входили фінські постачальники зброї, було відомо про причину візиту Йозефа Фельтйенса пов'язану із закупівлею зброї, та про його становище як керівника чотирирічного плану в голландській економічній зоні.
Попередні домовленості та технічні перемовини відбувалися таємно. А. Гітлер до останнього часу провадив справу через військових, відсторонюючи від неї дипломатичне відомство. Вирішення всіх питань від доручив особисто командуючому Люфтваффе райхсмаршалу Герману Герінгу та підполковникові Йозефові Фельтйенсу. 14 серпня Й. Фельтйенс отримав інструкції від А. Гітлера та Г. Герінга.
Безпосереднім організатором таємної поїздки Й. Фельтйенса до Гельсінкі був посланник Тойво Ківімякі, що повідомив К. Маннергеймові про візит спеціальним листом, доставленим конспіративно через Швецію і врученим йому особисто на аеродромі Мальмі спеціальним зв'язковим — бароном Ернстом Вреде. «Завдання було настільки секретним, — писав згодом у своїх мемуарах Т. Ківімякі, — що про це треба було повідомити тільки Маннергеймові». Німецький посланник в Гельсінкі Віперт фон Блюхер не знав про візит.
Метою поїздки Фельтйенса була зустріч з Маннергеймом, для вирішення двох проблем: по-перше, згоди на транзит німецьких військ через фінську територію до Північної Норвегії і в зворотному напрямку; по-друге, конкретизації питання про постачання Фінляндії зброї. Фельтйенс прибув до Фінляндії 17 серпня. Наступного дня увечері він бул прийнятий Маннергеймом, з котрим провадив переговори. Маннергейм підтвердив згоду на придбання зброї у Німеччини. З питання транзиту німецьких військ він не дав остаточної відповіді.
Пропозиція керівництва Німеччини, повідомлена «особливим посланцем Німецької імперії» Фельтйенсом, була така: Фінляндія дозволяє німецьким військово-повітряним силам здійснювати обмежені польоти через Лапландію до північної Норвегії, окупованої німцями. Фінляндія отримує можливість закуповувати у Німеччини необхідну їй зброю. Пропозиція про транзит через Лапландію до Норвегії була повною несподіванкою.
Народження угоди пройшло три етапи. Коли «внутрішнє коло» уряду Фінляндії, так званий військовий кабінет (прем'єр-міністр Рісто Рюті, міністр закордонних справ Рольф Віттінг, військовий міністр Рудольф Вальден, а також В. Таннер і К. Маннергейм, що не входили до уряду) дав свою згоду, Р. Віттінг вже 19 серпня 1940 р телеграфував Т. Ківімякі умовний пароль: «Так». Відповідне повідомлення Фельтіенса через фірму було відправлене Герінгу. Отримана Т. Ківімякі телеграма була по суті своєрідною першою угодою про транзит, офіційним підтвердженням згоди Фінляндії на його надання.
Наслідком його зустрічей із Г. Маннергеймом стала угода про транзит німецьких військ до Норвегії. Ця угода стала початком зближення Німеччини і Фінляндії у військовій сфері.

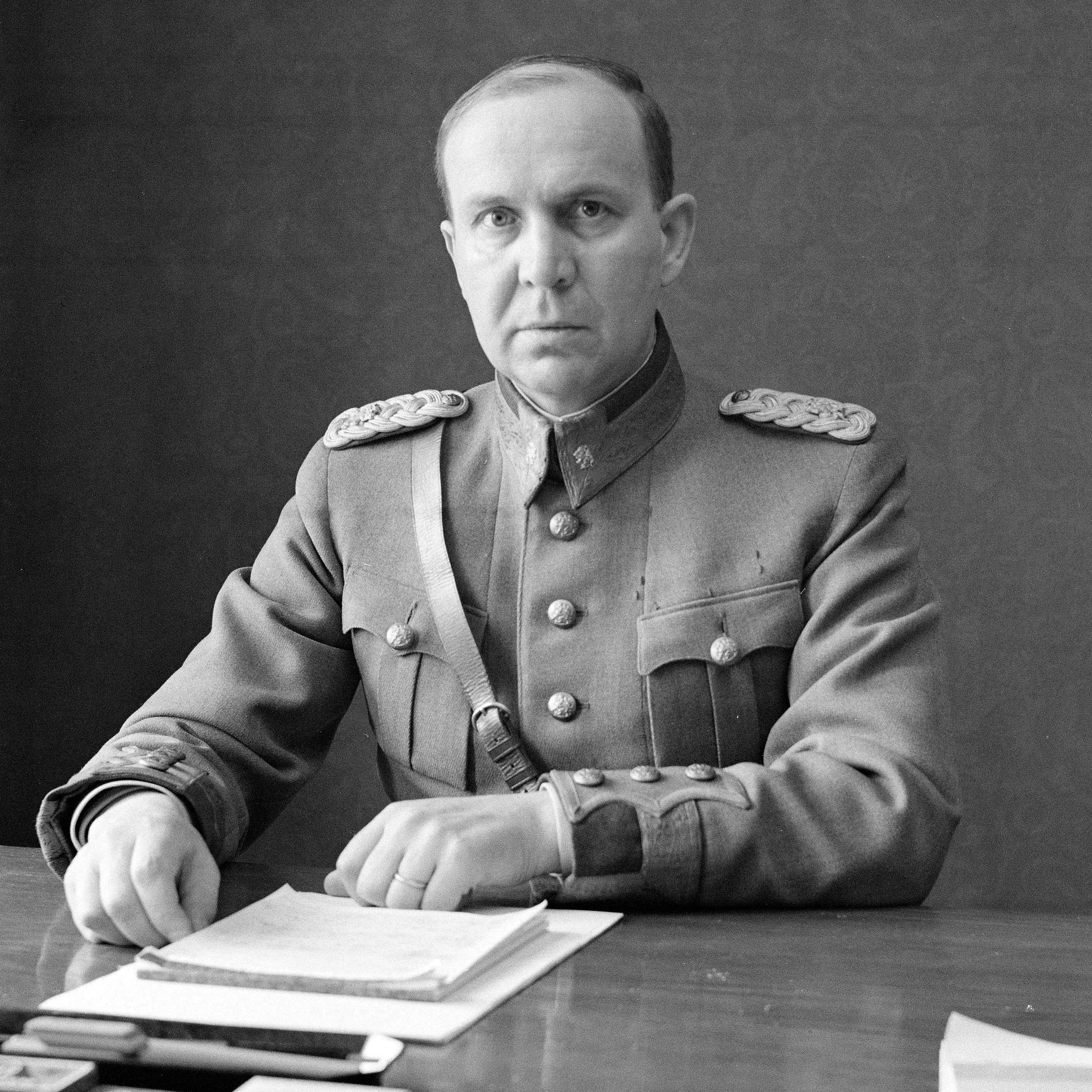
Пааво Талвела, 1940

Для підготовки повної угоди про військовий транзит з фінської сторони був призначений відставний генерал-майор Пааво Талвела. 21 серпня К. Маннергейм запросив його для обговорення цього питання. На той час в політичному відношенні все вже було вирішене. Талвела отримав завдання відправитися до Німеччини для ведення переговорів про транзит. Цивільний на той час статус Талвела дозволяв вести справу без зайвого шуму. Талвела і полковник М. К. Стівен побували з представниками німецьких військово-повітряних сил у Берліні і в Петсамо, і продовжили після цього переговори в Гельсінкі. 12 вересня полковник Стівен і майор Оке підписали технічний протокол про транзит, згідно якого портами висадки військ мали бути Вааса і Оулу, етапними пунктами німецьких частин кінцеві залізничні станції Рованіємі та Івало. Автоперевезення до Норвегії мали здійснюватися через Салміярві, де фіни, при необхідності, організували б нову поромну переправу. Всі війська, що налічували 5538 чоловік і 715 транспортних засобів, мали прибути трьома групами. Ніякої інформації про те, хто схвалив політичну сторону цієї угоди, документ не містив. В силу свого рутинного характеру він вже не подавався на затвердження головнокомандувачем. Вважалося, що в принципі питання було вирішене 19 серпня.
Міністерство закордонних справ Німеччини склало витриманий у загальних формулюваннях документ, що був підписаний у статс-секретаря Міністерства закордонних справ Ернста фон Вайцзеккера у другій половині дня 22 вересня 1940 року. Таким чином офіційний документ з'явився після початку транзитних перевезень. Угода була заключена у формі обміну нотами.
Угода мала дві частини: перша, щодо транзиту військ вермахту територією Фінляндії; друга, щодо постачання зброї для збройних сил Фінляндії.
22 вересня перший німецький транспортний корабель прибув до Вааси. Це було несподіванкою для багатьох членів уряду. Рішення було прийняте тими, хто складав «вузьке коло» — Рісто Рюті, К. Маннергейм, Рудольф Вальден і Рольф Віттінг. Можливо, що навіть президент Кюесті Калліо не знав про те, що відбувалося. Уряд Фінляндії у повному складі отримав інформацію про угоду лише 24 вересня.
Серед іншого угода передбачала дозвіл уряду Фінляндії на перевезення військового спорядження та супроводжуючого персоналу із північних балтійських гаваней через Рованіемі до Кіркенеса. Зброя мала перевозитися окремо від військ у спеціальних вагонах з німецькими караулами (згідно усної домовленості фінська сторона надавала «свободу дій» транспортованим військам).
23 вересня 1940 року фінська сторона інформувала про угоду радянське повпредство у Гельсінкі. Телеграма ТАРС із Берліна від 28 вересня 1940 року була надрукована в радянській пресі.
25 Вересня на прес-конференції в МЗС Німеччини завідувач відділом преси Шмідт повідомив про опубліковане комюніке уряду Фінляндії про підписання німецько-фінської угоди про транзит через Фінляндію німецьких військ до Норвегії.
У зв'язку з швидким поширенням чуток про прибуття німецьких військ по всій Фінляндії уряд 28 вересня визнав за необхідне опублікувати в пресі офіційне комюніке.
Угода про транзит німецьких військ до Норвегії викликала протест уряду Великої Британії, але неофіційно керівництву Фінляндії натякнули, що розуміють вимушеність їхнього кроку. Схожу позицію продемонстрував і уряд США.

## Реалізація угоди
Перший корабель з німцями прибув до Вааса 21 вересня, що було несподіванкою для місцевої влади: поліцмейстер терміново подзвонив министру внутрішніх справ, котрий, як виявилося, сам нічого не знав і, лише перемовившись із Р. Рюті, отримав від виконувача обов'язки президента необхідну інформацію
Транзит німців не був обмежений перевезенням відпускників; протягом кількох тижнів з Німеччини до Фінляндії морем було доставлено значно більше військових матеріалів, ніж та кількість, що її західні держави завезли до країни за весь час Зимової війни.
Частина німецьких військ затримувалася у містах Вааса, Оулу, Рованіемі, транспорти з озброєнням зосереджувалися у найбільш вразливій частині Фінляндії, створювалися бази пального, розширювалися аеродроми. Допомога озброєнням розглядалася керівництвом Фінляндії як істотна підтримка з боку Німеччини.
Перше судно зі зброєю для Фінляндії прибуло до Вааса 29 вересня.
1 жовтня 1940 року міністерство оборони Фінляндії заключило договір із фірмою «Dahlberg & Hilbert Ab» на постачання озброєння
До червня 1941 року завдяки угоді про транзит на території Фінляндії чисельність німецьких військ складала більше 30 тис. осіб

## Наслідки
Для громадськості Фінляндії не важко було усвідомити зовнішньополітичне значення німецького транзиту: Фінляндія перестала бути байдужою для Німеччини. Розпочаті великі поставки озброєння (артилерія, протитанкові і зенітні гармати, винищувачі) зіграли величезну роль в підвищенні обороноздатності фінської армії. Громадськість ставилася до транзиту і постачання зброї залежно від політичних симпатій або із захопленням, або стримано, або ж байдуже.
До червня 1941 року завдяки угоді про транзит на території Фінляндії чисельність німецьких військ складала більше 30 тис. осіб, окрім тих частин що пройшли до Північної Норвегії
| Ця ініціатива Німеччини надала Фінляндії можливість перепочинку після безперервного тиску, що тривав цілих півроку; деякий час ми тепер могли відпочити від вимог росіян. Центральним питанням осені і зими була проблема нікелевих копалень. Фінляндія, що була західною правовою державою, не вважала за можливе порушити права нікелевого концерну і односторонньо денонсувати договір, укладений 1934 року, а Радянський Союз весь час погрожував вдатися до сили, якщо питання не буде швидко вирішене відповідно до його вимог. Коли влітку 1941 року почалася війна, проблема все ще залишалася невирішеною [38]. |
Із листа К. Маннергейма до сестри Єви:

Чудова промова нашого президента Рюті по радіо описує гідним чином, без єдиного слова перебільшення, агресивну політику Москви і розвиток відносин між нами і Москвою з першого дня укладення миру 13.3.40.

В той же час менш ясно розкривається слабкість нашого уряду; вона виявлася в по́ступках, яких частково — на мою неодноразово підкресленому думку — можна було уникнути. Якщо вже ми хочемо, налякані східною загрозою, маніпулювати незалежністю і визнавати за московським набродом привілейоване становище, то, значить, уже міцно стоїмо на похилій площині, яка з дедалі більшою швидкістю веде до загибелі. Порятунку не було б, якщо не залежні від нас міжнародні події в нинішній гігантській грі країнами і народами не створили би ситуації, що дала нам хоч на якийсь час перепочинок. 

На цьому тлі і потрібно розглядати наше ставлення до зростаючого напруження між Берліном і Москвою. Для нас було бажано, щоб німецькі війська, що знаходяться в Північній Норвегії, отримали підкріплення на противагу все більш нахабним вимогам Москви, і коли деякі німецькі з'єднання затрималися в полярних областях Фінляндії довше, ніж того вимагав транзитний проїзд, у нас проти цього не було ніяких заперечень. 

Коли сили більшовиків на наших східних кордонах почали все ж загрозливо зростати, ми визнали за необхідне зміцнити власні загороджувальні війська, спочатку на третину колишньої чисельності, а потім іншими армійськими частинами. І все-таки я впевнений, що ми не дали б втягнути себе у війну, якби Москва знову необачно і без оголошення війни не атакувала нас бомбардувальниками, які губили і знищували людей навіть в найвіддаленіших частинах нашої країни, яка щойно пережила жорстокі негаразди. 

Тепер жереб все ж кинутий, і в гордій історії Фінляндії розпочався новий період. Ми будемо воювати з усією силою, що таїться в нашому народі. І це — будемо сподіватися — врятує нас від того, щоб «бути стертими з лиця землі», що, якщо знати методи більшовиків, майже напевно сталося б у найближчому майбутньому.
Відносини Фінляндії з Німеччиною були дуже непростими. За своєю суттю, це не були стосунки політичних союзників — фактично їх об'єднував лише військовий союз, в якому кожна сторона переслідувала свої цілі. Третьому Райхові була вигідна участь Фінляндії у Німецько-радянській війні. Як зазначають фінські історики, А. Гітлер продовжував блокаду Ленінграда саме для того, щоб змусити фінські війська не припиняти бойові дії з Червоною армією.